# Arabba
Arabba (ladinska: Reba) är en skidort och frazione i kommunen Livinallongo del Col di Lana i Dolomiterna, Italien. Orten är en del av det enorma sammanvuxna skidområdet Dolomiti Super Ski som består av tiotals dalar och över 400 liftar. Arabba är också en av startpunkterna i rundturen Sellaronda.